# Kvinna med pärlhalsband
Kvinna med pärlhalsband är en oljemålning av Johannes Vermeer från omkring 1664.

## Beskrivning av målningen
Målningen visar en ung kvinna som står i profil och betraktar sig i en liten spegel, vilken är upphängd bredvid ett färgat glasfönster. Genom fönstret kommer ett starkt ljus in, som lägger den smala gardinen och rummet i ett gyllene ljus, och också lyser upp kvinnans ansikte och överkropp.
Kvinnan har en hermelinbrämad, höftlång jacka av gult siden över en veckad vit hellång kjol. Hon är sysselsatt med att justera in pärlhalsbandet. Hon har också på sig dyrbara droppformade pärlörhängen. Hennes hår är uppsatt med en rosa hårbygel.
På bordet ligger en tung duk, som delvis skymmer en stor blå vas. Bredvid duken ligger en pudervippa.
Röntgenundersökning av målningen har visat att det först hängt en karta på väggen bakom kvinnan, och att bordsduken ursprungligen skymde en mindre del av golvet än i den slutliga bilden.

## Proveniens
Troligen ägdes målningen först av Pieter van Ruijven i Delft till 1674 och därefter av hans änka Maria de Knuijt till 1681 och senare av dottern Magdalena van Ruijven och dennas man Jacob Dissius 1681–1682. Den senare ägde den tillsammans med sin far Alexander 1685–1694, varefter målningen såldes på auktion efter Dissius i Amsterdam i maj 1696.
Målningen såldes i september 1809 på auktion efter Johannes Caudri i Amsterdam, och därefter i april 1811 på auktion efter D. Teengs i Amsterdam. Nästa gång den dyker upp i annalerna var på en försäljningen i Amsterdam i mars 1856 och därefter när den såldes efter den franske målaren Henri Grevedon (1776–1860) i Paris till Théophile Thoré omkring 1860. Denne sålde den 1868 till bankiren och grundaren av Suermondt-Ludwig-Museum i Aachen i Tyskland, Barthold Suermondt (1818–1887). År 1874 donerades den till av Suermondt till Gemäldegalerie i Berlin.